# 无冠倒吊笔
无冠倒吊笔，别名：水梅 (Wrightia religiosa) 是夹竹桃科夹竹桃属的一种常绿灌木。分布于中国（广东）、印度支那和马来西亚包括菲律宾；生命目录中没有列出任何亚种。

## 形态
无冠倒吊笔的生长形态为灌木或小型乔木。生长高度可达6米，一般为2米一下。枝条在自然生长时呈散长状态，但对修剪反应良好，萌芽力和成枝力、塑形能力强。叶形为披针形，对生，叶质光滑。花为白色，花瓣5枚，雄蕊聚合，花序下垂、聚伞状，由枝端生长，花带有明显的芳香。季节性气候地区一般在春至秋季开花，特别在梅雨季节，雨水充足时开花最为旺盛，在热带气候则全年开花。果实为蓇葖果呈长线形，2个豆荚状对生。种子具白色绢质种毛，风传。

## 用途
水梅在东南亚地区园艺中常做为绿篱植物，也是当地盆景常用植物。在马来西亚与新加坡，水梅、小叶榕与基及树属于最常使用的几种盆景植物。在中南半岛国家如泰国、越南等地，水梅经常种植于寺庙内，其拉丁种名 religiosa 的含义为宗教，可能源自于其常见在寺庙内。水梅的越南名称为：  ,  ,  , 或  ，亦是越南本土盆景艺术常用植物。英文名翻译为水茉莉，名字来自于植物喜水的特性与带有类似茉莉花芳香的花。

## 图片

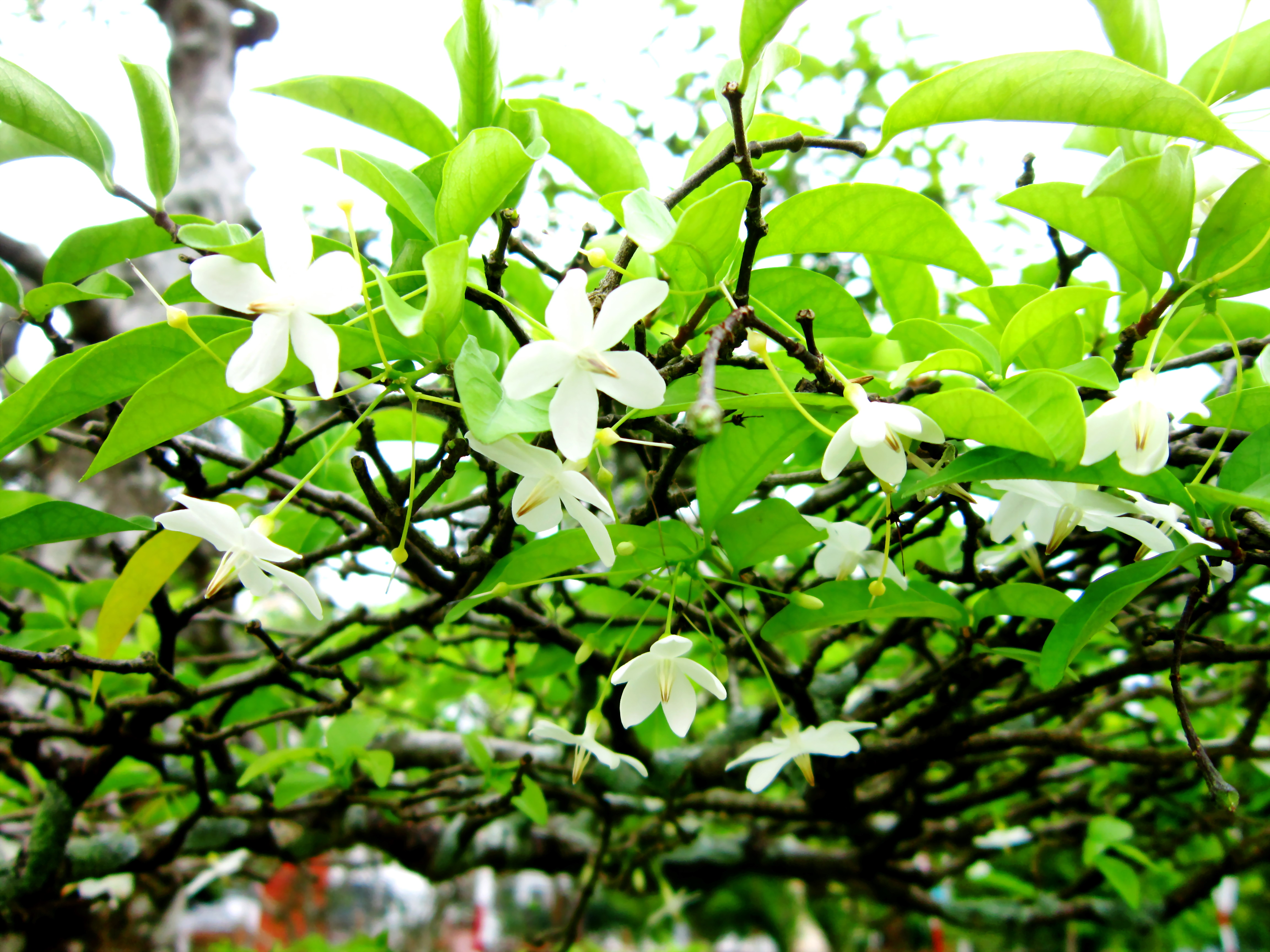
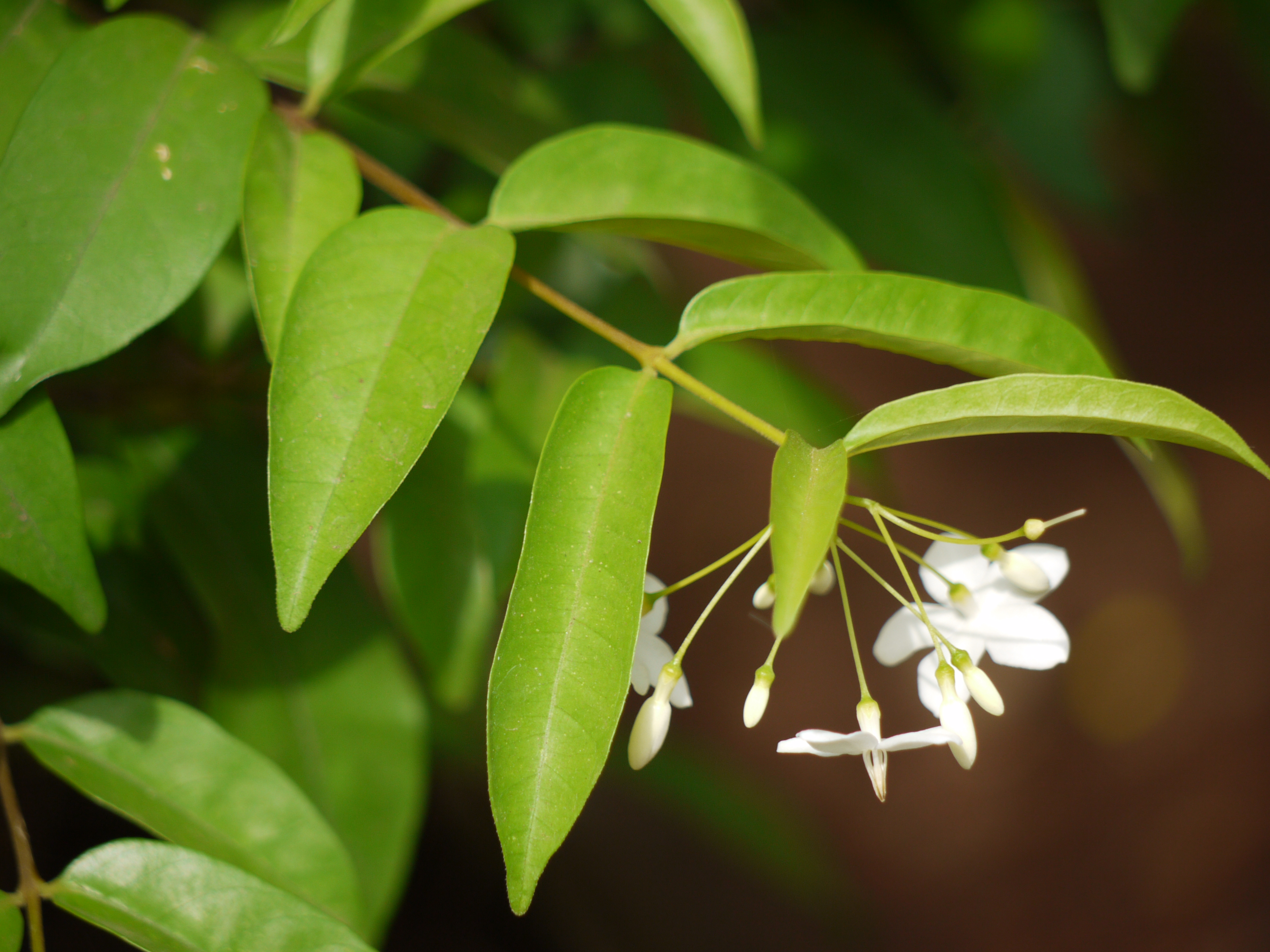
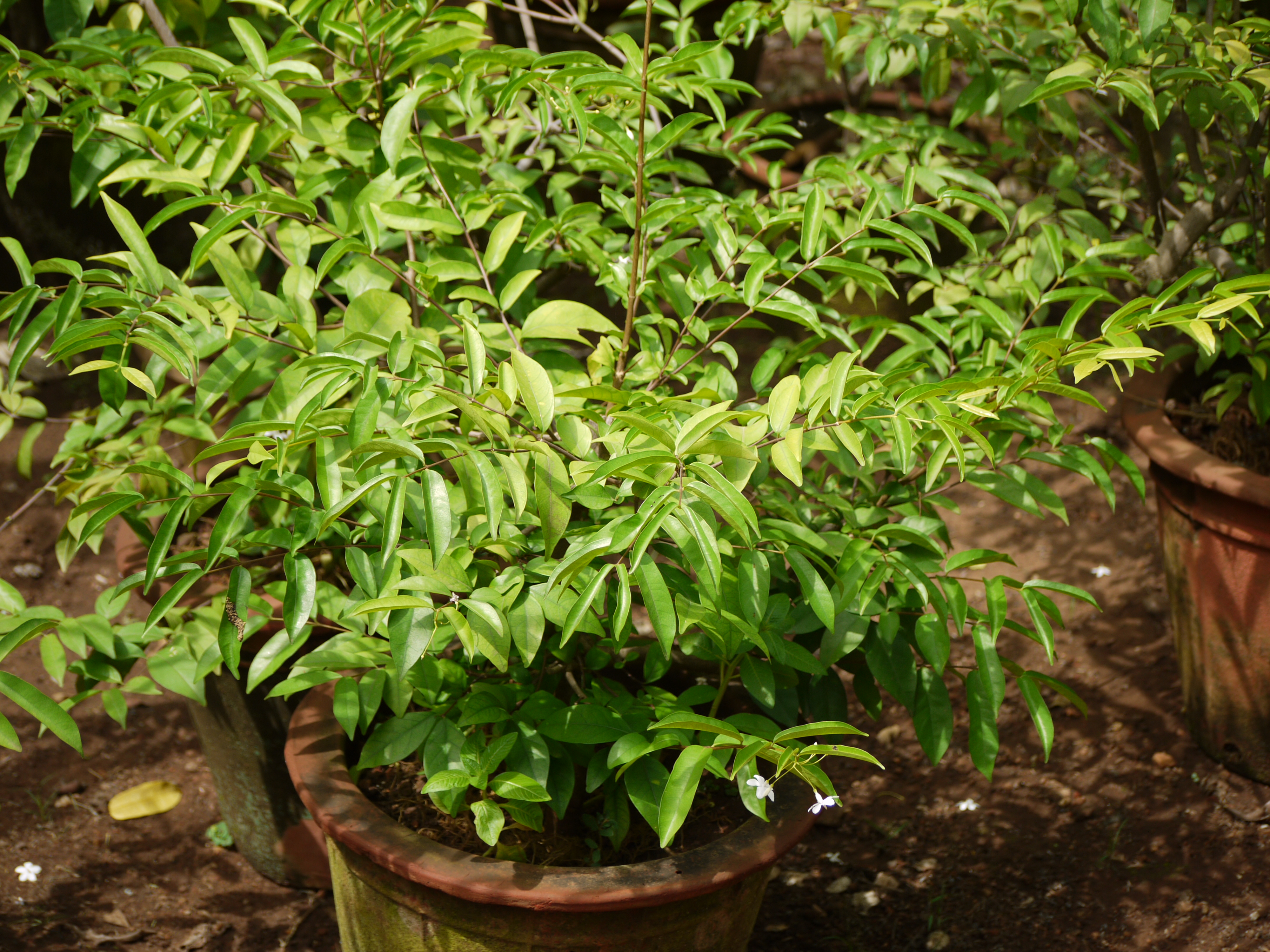
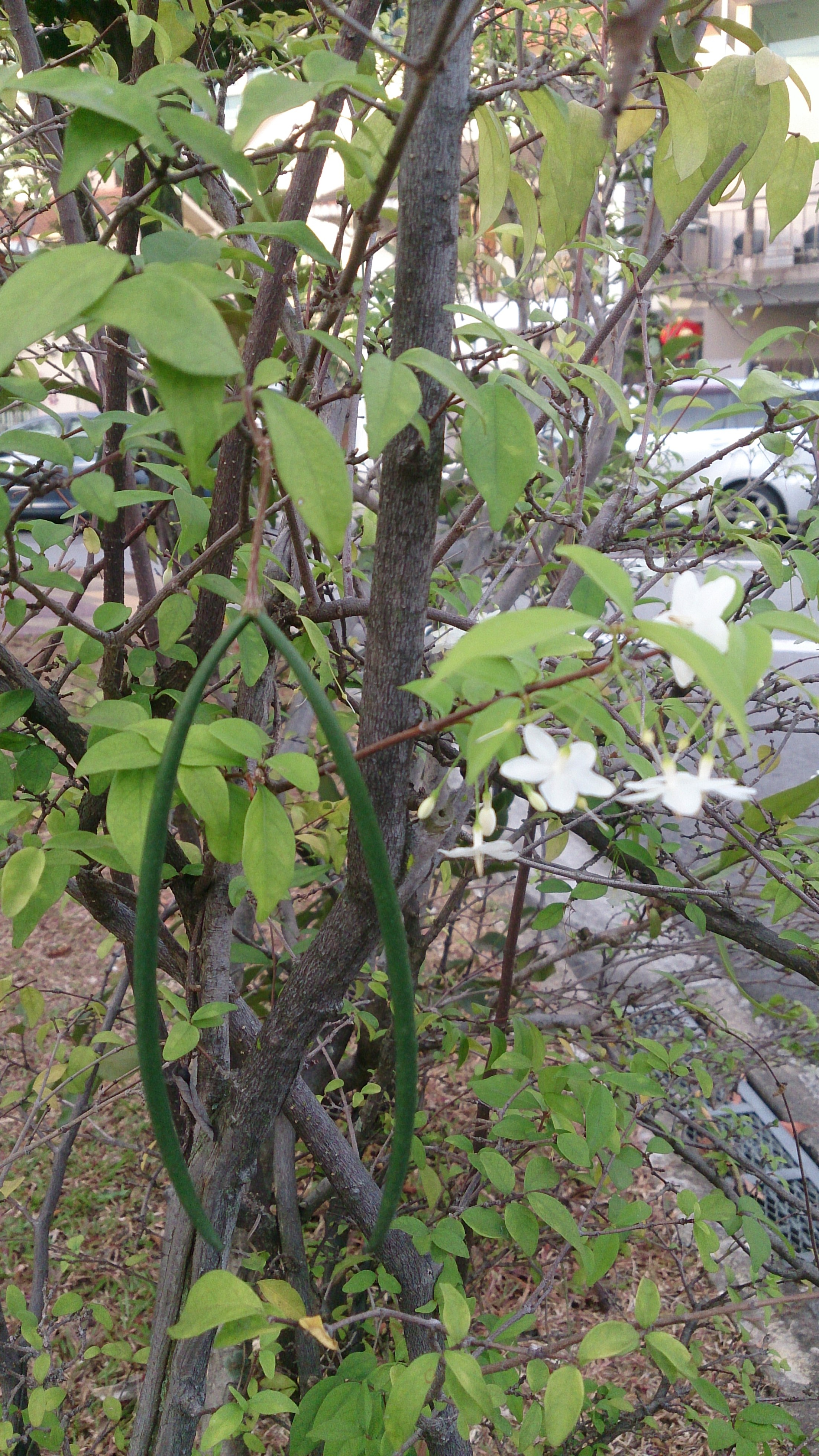
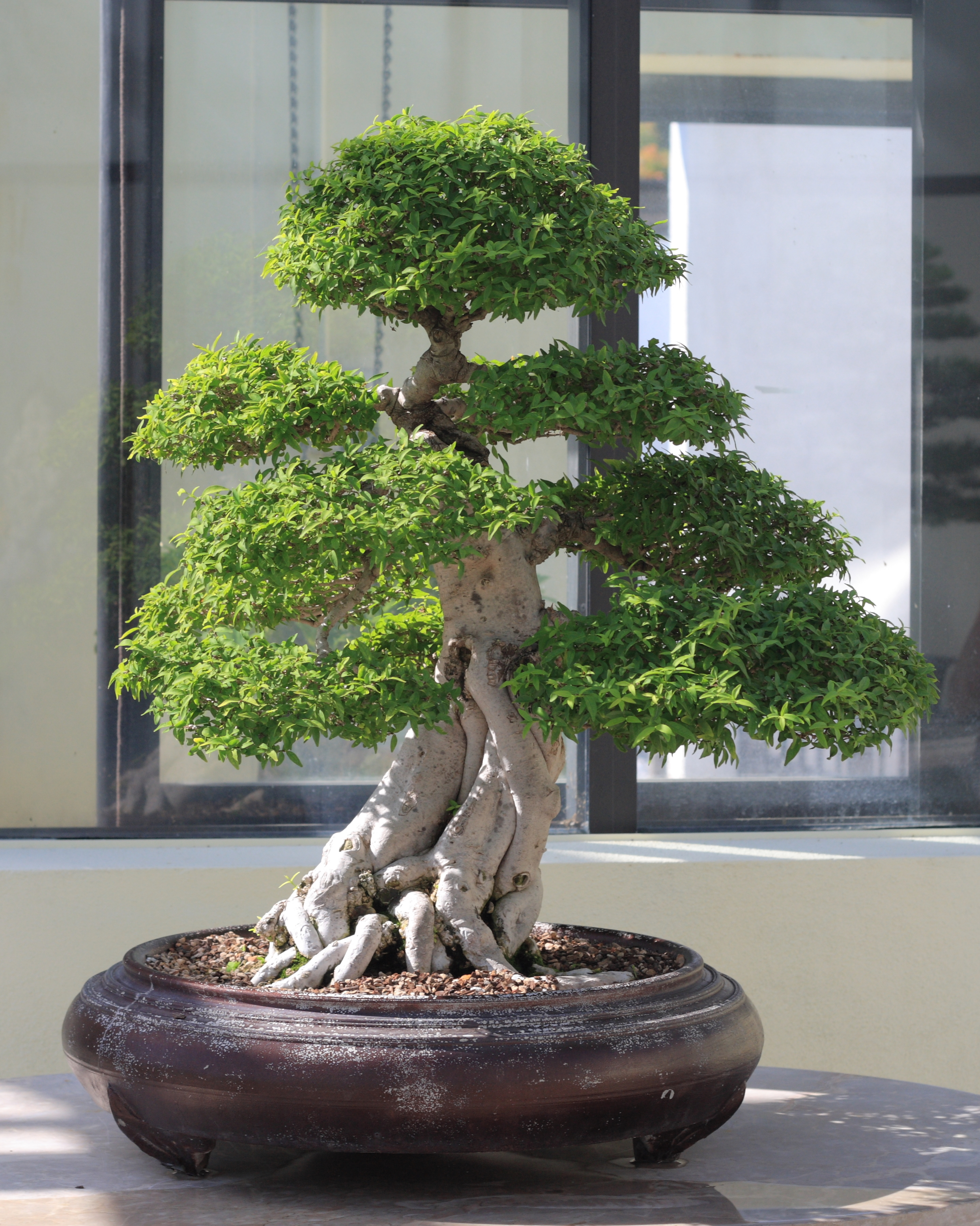
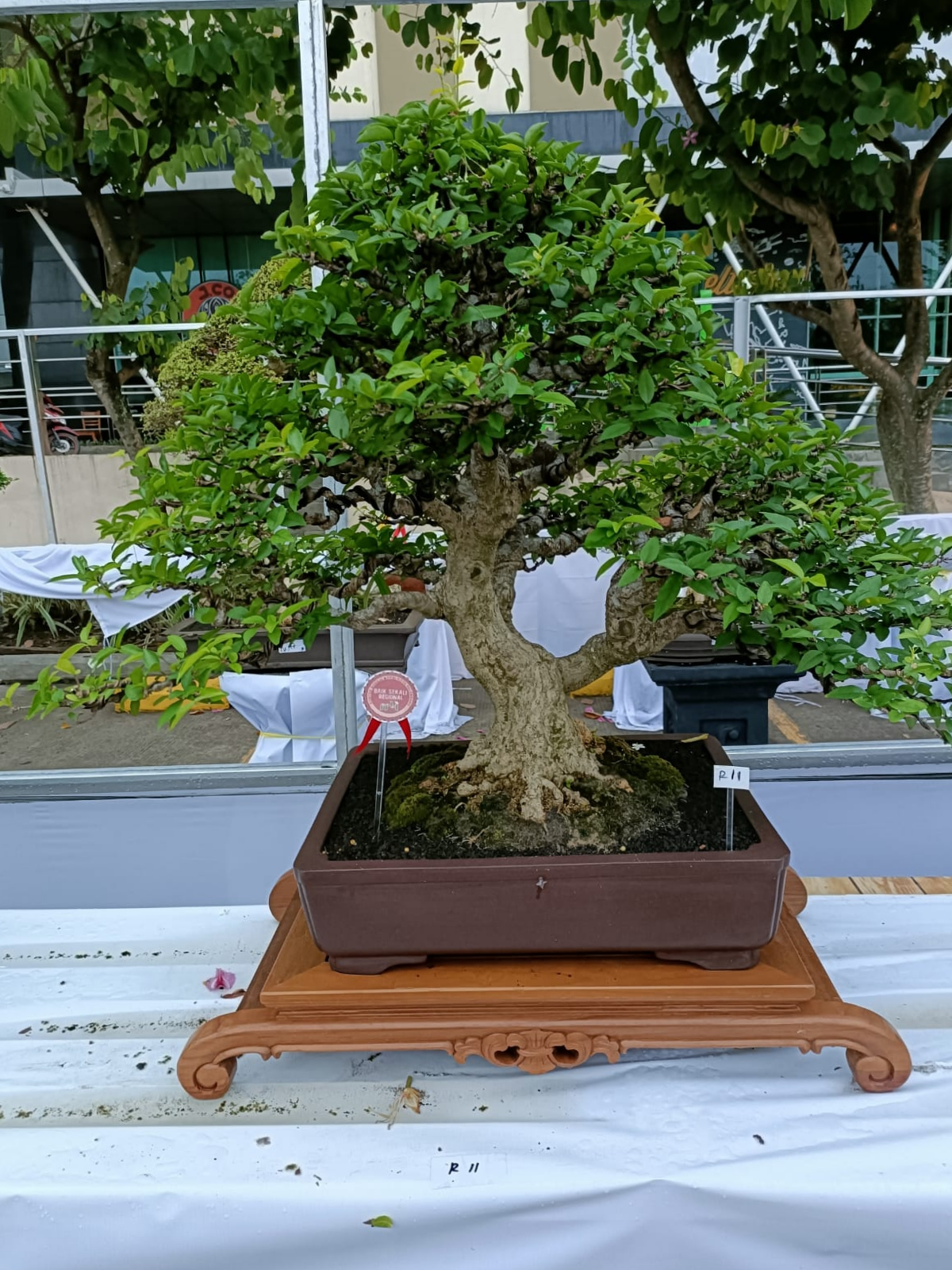